# Armée des Alpes
Armée des Alpes (deutsch Alpenarmee) war der Begriff für verschiedene Großverbände des französischen Heeres, die sowohl in den Koalitionskriegen als auch im Ersten und im Zweiten Weltkrieg aufgestellt wurden.

## Revolutionskriege
Die am 13. April 1792 durch Dekret des Königs aufgestellte Armée du Midi wurde am 1. Oktober auf Anordnung des Nationalkonvents in die Armée des Alpes (unter dem Kommando des Marquis de Montesquiou-Fézensac) und die Armée des Pyrénées aufgeteilt. Bereits mit dem 1. November 1792 wurde, wiederum auf Anordnung des Nationalkonvents, die Armée des Alpes in die Armée d’Italie und die Armée de Savoie geteilt.
Nach der Eingliederung des Herzogtums Savoyen unter dem Namen „Département du Mont-Blanc“ in die Französische Republik wurde per Anordnung des Nationalkonvents vom  29. November 1793 die Armée de Savoie wiederum in Armée des Alpes umbenannt. Am 5. April 1795 wurde General François-Christophe Kellermann Kommandant der beiden Armeen Armée des Alpes und Armée d'Italie, die nach der Vereinigung meist nur noch Armée d'Italie genannt wurde. Offiziell bestand die Armée des Alpes bis zum 21. August 1797 weiter. Im Juli 1799 sollte die Armée des Alpes noch einmal aufgestellt werden, die Truppenteile verblieben aber dann bei der Armée d’Italie.

### Kommandeure
- General Anne-Pierre de Montesquiou-Fézensac, 8. Oktober bis 6. November 1792
- aufgeteilt
- General Jean-François Carteaux, 18. November bis 22. Dezember 1793
- provisorisch: General Jean-Louis Pellapra, 23. Dezember 1793 bis 20. Januar 1794
- General Alexandre Dumas, 22. Dezember 1793 bis 14. Oktober 1794
- provisorisch: General Pierre Petitguillaume, 15. Oktober bis 30. November 1794
- General Jean-François Auguste Moulin, 1. Dezember 1794 bis 7. Oktober 1795 (ab 5. April 1795 unter Kellermann)
- General François-Christophe Kellermann, 5. April 1795 bis 13. September 1797, Kommandant der beiden Armeen Armée des Alpes und Armée d'Italie, nach der Vereinigung nur noch „d’Italie“ genannt

## Erster Weltkrieg
Im Ersten Weltkrieg bestand die Armée des Alpes (auch „Armée de Lyon“) unter General Albert d’Amade nur für kurze Zeit zu Beginn des Krieges. Sie wurde am 3. August in „Inspection du Sud-Est“ umbenannt und aus den mobilisierten Einheiten der XIV. und XV. Militärregion (Lyon und Marseille) zusammengestellt, um im Falle eines Krieges gegen das Königreich Italien die Grenze zu verteidigen. Der Stab wurde am 2. August in Lyon mobil gemacht, ebenso die dazu gehörenden Einheiten in der Umgebung von Chambéry, Lyon, Avignon, Antibes und Gap. Die „Inspection du Sud-Est“ wurde am 17. August wieder aufgelöst und die Truppen in großen Teilen in die Armée d’Alsace überführt, die in dieser Zeit in die Grenzkämpfe im Elsass verwickelt war.

### Kommandeur
- General Albert d’Amade, durchgehend

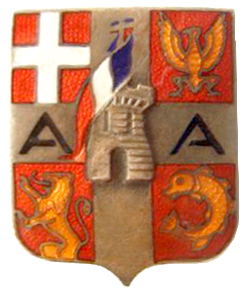
Abzeichen der Armée des Alpes 1940

## Zweiter Weltkrieg
Die im Dezember 1939 aufgestellte Armée des Alpes unter General René Olry zählte nominell zwar 176.000 Mann, am 10. Juni standen aber nur ungefähr 85.000 Soldaten an der Front. Weitere 30.000 Soldaten wurden zwar zusätzlich im Raum Lyon gesammelt, kamen aber aufgrund mangelnder Ausbildung und Bewaffnung nicht zum Einsatz, während etwa 70.000 ältere Reservisten zur Verfügung standen, aber nicht in Kämpfe eintraten.

Italienischer Angriff auf Mentone und die Seealpen 1940

Am 21. Juni erteilte Mussolini der italienischen Armee den Befehl zum Angriff auf Südfrankreich, um die eigene Verhandlungsposition zu stärken. Daraufhin begann die Offensive in den Seealpen. Olry sah sich einem erfolglosen Angriff an der in diesem Abschnitt stark befestigten Maginotlinie durch die italienische 4. Armee (General Alfredo Guzzoni) gegenüber. Die Schlacht in den Westalpen sah einen hinhaltenden französischen Widerstand und endete am 25. Juni 1940 mit einem Waffenstillstand.
Aus Gründen der Achsenpolitik veranlasste die deutsche Führung, dass ihr Waffenstillstand mit Frankreich erst Geltung erhielt, sobald Frankreich auch gegenüber Italien kapituliert hatte – eine Regelung, die sowohl in Paris als auch in Rom als demütigend empfunden wurde. Im deutschen Generalstab kamen angesichts der missglückten Offensive erstmals Zweifel an der Kampfkraft der Italienischen Streitkräfte auf.

### Kommandeur
- General René Olry, durchgehend